# Pelléas et Mélisande (Sibelius)

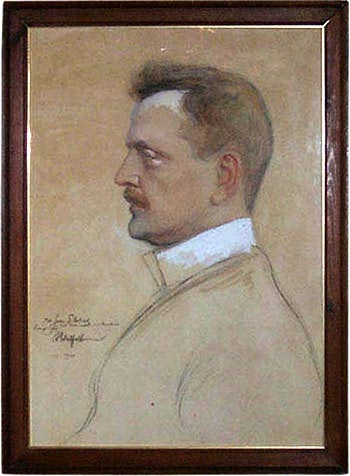
Sibelius pintado por Albert Edelfelt.

Pelléas et Mélisande (Pelléas och Mélisande), Op. 46, es la música incidental compuesta en 1905 por Jean Sibelius para Peleas y Melisande (1892) de Maurice Maeterlinck. Sibelius compuso diez partes, oberturas para los cinco actos y otros cinco movimientos. Fue estrenada en el Teatro Sueco de Helsinki el 17 de marzo de 1905 con un texto traducido por Bertel Gripenberg, bajo la dirección del compositor.
Posteriormente, Sibelius arregló ligeramente la música en una suite de nueve movimientos, con una duración aproximada de 26 minutos, que sería una de sus obras de concierto más populares.

## Movimientos
1. En la puerta del castillo (Vid slottsporten)
2. Mélisande
3. A la orilla del mar (På stranden vid havet)
4. Una fuente en el parque (En källa i parken)
5. Las tres hermanas ciegas (De trenne blinda systrar)
6. Pastoral
7. Mélisande en la rueca (Mélisande vid sländan)
8. Entreacto (Mellanaktsmusik)
9. La muerte de Mélisande (Mélisandes död)

En el movimiento inicial las cuerdas introducen un corto tema atmosférico que luego es retomado por los vientos madera. Esta introducción termina con unos acordes austeros. Luego se introduce al personaje de Mélisande con un tema fuerte asignado al corno inglés. Sigue un intermezzo (A la orilla del mar) que Sibelius sugería omitir en las ejecuciones en concierto. Las cuerdas continúan con las densas sonoridades del material melódico de una fuente en el parque, seguido de las tres hermanas ciegas en el que nuevamente el corno inglés interpreta una melodía respondida con armonías monolíticas asignadas al resto de la orquesta. El pastoral está orquestado para instrumentos de viento-madera y cuerdas y ostentan la sutileza de la música de cámara. El séptimo movimiento presenta la imagen más larga y dramática de las anteriores. Seguido de un «entreacto» que podría servir como final sinfónico de la obra, pero le sucede el conmovedor la muerte de Mélisande.